# Bit by a Dead Bee
«Bit by a Dead Bee» es el tercer episodio de la segunda temporada de la serie de televisión estadounidense de drama Breaking Bad. Fue escrito por Peter Gould y dirigido por Terry McDonough.

## Trama
Habiéndose escapado de Tuco, Walt y Jesse ahora tienen que ir a casa y explicar dónde han estado. Walt tiene un plan para ambos y se separan. Walt va a un supermercado y se quita toda su ropa mientras camina por los pasillos. Es hospitalizado y afirma no tener memoria de dónde ha estado durante los últimos días. El hospital no puede encontrar nada malo con él, y Walt sugiere que fue una combinación de medicamentos y quimioterapia lo que pudo haber causado el episodio. El hospital cree que Walt está en riesgo de otro estado de fuga y lo obliga a someterse a una evaluación psiquiátrica. Walt admite al psiquiatra que recuerda todo y solo quería alejarse por un tiempo. Eventualmente aceptan liberarlo.
Jesse regresa a su casa para limpiar el sótano y deshacerse de la caravana donde él y Walt han estado haciendo metanfetamina. Cuando los agentes de la DEA lo rastrean, él afirma que ha estado con una prostituta durante el fin de semana. La DEA no le cree y cree que saben cómo atraparlo: traen al tío de Tuco, Héctor, para que lo identifique, pero Héctor se niega a cooperar con las autoridades. Tienen que dejar ir a Jesse. Jesse intenta contactar a sus padres, pero se niegan a ayudarlo. Esa noche, Walt convence a Jesse de continuar cocinando metanfetamina. Más tarde, Hank recibe un regalo en la estación: la rejilla de dientes de Tuco encerrada en un cubo acrílico transparente.

## Producción
El episodio fue escrito por Peter Gould y dirigido por Terry McDonough. Se emitió por AMC en los Estados Unidos y Canadá el 22 de marzo de 2009.

## Recepción de la crítica
El episodio recibió críticas muy positivas de los críticos. Donna Bowman, escribiendo para The A.V. Club, le dio una calificación de A. Seth Amitin, escribiendo para IGN, elogió que el episodio enfatizara el «impacto psicológico de todo lo que Pinkman y Walt han sufrido, para ellos, para sus familias». Le dio al episodio un 9.8 de 10.